# Banca del Mozambico
La Banca del Mozambico (in portoghese Banco de Moçambique) è la banca centrale del Mozambico e ha due filiali, una a Beira e una a Nampula.

## Storia
Il Mozambico continentale fu un territorio portoghese d'oltremare per diversi secoli. Dopo l'indipendenza nel 1975, il nuovo governo mozambicano assunse, senza indennizzo, le attività mozambicane del Banco Nacional Ultramarino, una banca coloniale portoghese che fungeva da banca di emissione della colonia. Questo divenne il nucleo del Banco del Mozambico.
Nel 1977, il governo nazionalizzò tutte le banche del paese, tra cui la Casa Bancária de Moçambique e le attività mozambicane del Banco de Crédito, Comercial y Industrial e del Banco Comercial de Angola, nonché le fusioni con il Banco del Mozambico. Allo stesso tempo, chiuse le attività del Banco de Fomento Nacional e del Banco Pinto y Sotto Mayor. (Il governo ha permesso al Banco Standard Totta de Moçambique di rimanere privato.) Ha inoltre creato il Banco Popular de Desenvolvirmento fondendo il Crédito de Moçambique e il Montepio de Moçambique.
Nel 1992, il Banco del Mozambico ha aperto una filiale a Beira. Una filiale a Nampula è stata aperta nel 1996.
Nel 1995, il governo ha trasferito le attività bancarie commerciali del Banco del Mozambico a un nuovo istituto, il Banco Comercial de Moçambique (BCM). Il governo ha privatizzato il BCM nel 1997 e lo ha fuso con il Banco Internacional de Moçambique (Millennium BIM) nel 2001.
Nel 2018, è stato introdotto il sistema di remunerazione dei dipendenti pubblici del governo mozambicano. Il BOM è parzialmente responsabile del pagamento, con il fornitore del servizio che interrompe il servizio in caso di mancato pagamento.